# FOREVER YOUNG (コンピレーションアルバム)
『FOREVER YOUNG』（フォーエヴァー・ヤング）は、ユニバーサルミュージック・ダイレクトが企画・発売する通販専用CDボックスである。

## 概要
- 1960年代から1980年代を中心とした、フォークソング、ニューミュージックの曲を収録したオリジナル・コンピレーションアルバムである。
- CD6枚組で全94曲を収録。特典はカラオケ用CD付。

## 収録曲

### DISC-1：東芝EMI
| 曲順 | タイトル                                                                                 | アーティスト                   | ジャンル           |
| ---- | ---------------------------------------------------------------------------------------- | ------------------------------ | ------------------ |
| 1    | 帰って来たヨッパライ （作詞：松山猛・北山修／作曲：加藤和彦） （発売日：1967年12月25日） | ザ・フォーク・クルセダーズ     | フォーク           |
| 2    | 悲しくてやりきれない （作詞：サトウハチロー／作曲：加藤和彦） （発売日：1968年3月21日）  | ザ・フォーク・クルセダーズ     | フォーク           |
| 3    | 風 （作詞：北山修／作曲：はしだのりひこ） （発売日：1969年1月10日）                      | はしだのりひこ＆シューベルツ   | フォーク           |
| 4    | 花嫁 （作詞：北山修／作曲：はしだのりひこ・坂庭省悟） （発売日：1971年1月10日）          | はしだのりひこ＆クライマックス | フォーク・ロック   |
| 5    | 戦争を知らない子供たち （作詞：北山修／作曲：杉田二郎） （発売日：1971年2月5日）         | ジローズ                       | フォーク・ロック   |
| 6    | あの素晴しい愛をもう一度 （作詞：北山修／作曲：加藤和彦） （発売日：1971年4月5日）       | 加藤和彦＆北山修               | フォーク・ロック   |
| 7    | ぼくの好きな先生 （作詞・作曲：忌野清志郎） （発売日：1972年2月5日）                     | RCサクセション                 | ニューミュージック |
| 8    | たどりついたらいつも雨ふり （作詞・作曲：吉田拓郎） （発売日：1972年7月5日）             | モップス                       | ニューミュージック |
| 9    | 魔法の黄色い靴 （作詞・作曲：財津和夫） （発売日：1972年6月5日）                         | チューリップ                   | ニューミュージック |
| 10   | 心の旅 （作詞・作曲：財津和夫） （発売日：1973年4月20日）                                | チューリップ                   | ニューミュージック |
| 11   | ビートルズが教えてくれた （作詞：岡本おさみ／作曲：吉田拓郎） （発売日：1973年10月）     | ザ・バッド・ボーイズ           | ニューミュージック |
| 12   | バス通り （作詞・作曲：甲斐よしひろ） （発売日：1974年11月4日）                          | 甲斐バンド                     | ニューミュージック |
| 13   | 青春の影 （作詞・作曲：財津和夫） （発売日：1974年6月5日）                               | チューリップ                   | ニューミュージック |
| 14   | 我が良き友よ （作詞・作曲：吉田拓郎） （発売日：1975年2月5日）                           | かまやつひろし                 | ニューミュージック |
| 15   | 今はもうだれも （作詞・作曲：佐竹俊郎） （発売日：1975年9月5日）                         | アリス                         | ニューミュージック |
| 16   | 帰らざる日々 （作詞・作曲：谷村新司） （発売日：1976年4月5日）                           | アリス                         | フォーク・ロック   |
| 17   | きんぽうげ （作詞：長岡和弘／作曲：松藤英男・甲斐よしひろ） （発売日：1977年9月5日）     | 甲斐バンド                     | ニューミュージック |
| 18   | 春の予感〜I've been mellow （作詞・作曲 : 尾崎亜美） （発売日：1978年7月5日）            | 尾崎亜美                       | ニューミュージック |
| 19   | 秋止符 （作詞：谷村新司／作曲：堀内孝雄） （発売日：1979年12月20日）                     | アリス                         | ニューミュージック |

### DISC-2：ユニバーサルミュージック
| 曲順 | タイトル                                                                          | アーティスト            | ジャンル           |
| ---- | --------------------------------------------------------------------------------- | ----------------------- | ------------------ |
| 1    | 受験生ブルース （作詞：中川五郎／作曲：高石ともや） （発売日：1968年2月25日）     | 高石ともや              | フォーク           |
| 2    | イメージの詩 （作詞・作曲：吉田拓郎） （発売日：1970年6月1日）                    | よしだたくろう          | フォーク           |
| 3    | 春夏秋冬 （作詞・作曲：泉谷しげる） （発売日：1972年9月25日）                     | 泉谷しげる              | ニューミュージック |
| 4    | カレーライス （作詞・作曲：遠藤賢司） （発売日：1972年2月）                       | 遠藤賢司                | フォーク           |
| 5    | 傘がない （作詞・作曲：井上陽水） （発売日：1972年7月1日）                        | 井上陽水                | ニューミュージック |
| 6    | 夢の中へ （作詞・作曲：井上陽水） （発売日：1973年3月1日）                        | 井上陽水                | ニューミュージック |
| 7    | 心もよう （作詞・作曲：井上陽水） （発売日：1973年9月21日）                       | 井上陽水                | ニューミュージック |
| 8    | 母に捧げるバラード （作詞：武田鉄矢／作曲：海援隊） （発売日：1973年12月10日）    | 海援隊                  | ニューミュージック |
| 9    | 踊り子 （作詞・作曲：下田逸郎） （発売日：1974年10月）                            | 下田逸郎                | フォーク・ロック   |
| 10   | 私は風 （作詞：カルメン・マキ／作曲：春日博文） （発売日：1978年8月1日）          | カルメン・マキ＆OZ      | ロック             |
| 11   | スローバラード （作詞・作曲：忌野清志郎・みかん） （発売日：1976年1月26日）       | RCサクセション          | ニューミュージック |
| 12   | SEXY （作詞・作曲：下田逸郎） （発売日：1976年4月）                               | 石川セリ                | ニューミュージック |
| 13   | ダンスはうまく踊れない （作詞・作曲：井上陽水） （発売日：1977年4月21日）         | 石川セリ                | ニューミュージック |
| 14   | 大阪で生まれた女 （作詞・作曲：岡山準三&BORO） （発売日：1979年8月1日）           | BORO                    | ニューミュージック |
| 15   | 風に乗って （作詞：糸井重里／作曲：ジョージ・吾妻） （発売日：1979年9月）         | カルメン・マキ          | ロック             |
| 16   | 雨あがりの夜空に （作詞・作曲：忌野清志郎・仲井戸麗市） （発売日：1980年1月21日） | RCサクセション          | ロック             |
| 17   | 花〜すべての人の心に花を〜 （作詞・作曲：喜納昌吉） （発売日：1980年6月）         | 喜納昌吉&チャンプルーズ | ニューミュージック |

### DISC-3：エイベックス／URCレコード
| 曲順 | タイトル                                                                                                 | アーティスト                   | ジャンル         |
| ---- | --- | ------------------------------ | ---------------- |
| 1    | イムジン河 （原詞：朴世永／作詞：松山猛／作曲：高宗漢） （発売日：1969年7月）                            | ミューテーション・ファクトリー | フォーク         |
| 2    | 遠い世界に （作詞・作曲：西岡たかし） （発売日：1968年5月8日）                                           | 五つの赤い風船                 | フォーク         |
| 3    | カッコよくはないけれど （作詞：中川五郎／作曲：マルビナ・レイノルズ） （発売日：1969年4月）              | 中川五郎                       | フォーク         |
| 4    | 大・ダイジェスト版 三億円強奪事件の唄 （作詞：高田渡／作曲：ジェシー・ジェイムズ） （発売日：1969年4月） | 高田渡                         | フォーク         |
| 5    | 竹田の子守唄 （作詞・作曲：日本民謡） （発売日：1969年10月1日）                                          | 赤い鳥                         | フォーク         |
| 6    | サルビアの花 （作詞：相沢靖子／作曲：早川義夫） （発売日：1969年11月10日）                               | 早川義夫                       | フォーク         |
| 7    | 悩み多き者よ （作詞・作曲：斉藤哲夫） （発売日：1970年2月5日）                                           | 斉藤哲夫                       | フォーク         |
| 8    | これがボクらの道なのか （作詞・作曲：西岡たかし） （発売日：1970年2月）                                  | 五つの赤い風船                 | フォーク         |
| 9    | 夜汽車のブルース （作詞・作曲：遠藤賢司） （発売日：1970年6月）                                          | 遠藤賢司                       | フォーク・ロック |
| 10   | かくれんぼ （作詞：松本隆／作曲：大瀧詠一） （発売日：1970年8月5日）                                     | はっぴいえんど                 | フォーク・ロック |
| 11   | されど私の人生 （作詞・作曲：斉藤哲夫） （発売日：1971年2月5日）                                         | 斉藤哲夫                       | フォーク         |
| 12   | 教訓Ⅰ （作詞：上野瞭・加川良／作曲：加川良） （発売日：1971年7月20日）                                   | 加川良                         | フォーク         |
| 13   | プカプカ （作詞・作曲：西岡恭蔵） （発売日：1971年7月）                                                  | ザ・ディランII                 | フォーク         |
| 14   | 抱きしめたい （作詞：松本隆／作曲：大瀧詠一） （発売日：1971年11月20日）                                 | はっぴいえんど                 | フォーク・ロック |
| 15   | 風をあつめて （作詞：松本隆／作曲：細野晴臣） （発売日：1971年11月20日）                                 | はっぴいえんど                 | フォーク・ロック |
| 16   | 時にまかせて （作詞・作曲：金延幸子） （発売日：1971年7月）                                              | 金延幸子                       | フォーク         |
| 17   | 僕の街 （作詞・作曲：大塚まさじ） （発売日：1972年10月25日）                                             | ザ・ディランII                 | フォーク         |
| 18   | 一本道 （作詞・作曲：友部正人） （発売日：1972年4月）                                                    | 友部正人                       | フォーク         |
| 19   | ジャンジャン町ぶるうす （作詞・作曲：西岡たかし） （発売日：1975年7月10日）                              | 五つの赤い風船                 | フォーク         |

### DISC-4：日本クラウン
| 曲順 | タイトル                                                                                 | アーティスト       | ジャンル           |
| ---- | ---------------------------------------------------------------------------------------- | ------------------ | ------------------ |
| 1    | 神田川 （作詞：喜多条忠／作曲：南こうせつ） （発売日：1973年9月20日）                    | かぐや姫           | フォーク           |
| 2    | 僕の胸でおやすみ （作詞・作曲：山田パンダ） （発売日：1973年7月1日）                     | かぐや姫           | フォーク           |
| 3    | 妹 （作詞：喜多条忠／作曲：南こうせつ） （発売日：1974年5月20日）                        | かぐや姫           | フォーク           |
| 4    | 22才の別れ （作詞・作曲：伊勢正三） （発売日：1975年2月5日）                             | 風                 | フォーク           |
| 5    | なごり雪 （作詞・作曲：伊勢正三） （発売日：1975年11月5日）                              | イルカ             | ニューミュージック |
| 6    | 風の街 （作詞：喜多條忠／作曲：吉田拓郎） （発売日：1975年6月23日）                      | 山田パンダ         | ニューミュージック |
| 7    | シクラメンのかほり （作詞・作曲：小椋佳） （発売日：1975年11月21日）                     | 小椋佳             | フォーク           |
| 8    | 時 （作詞：塚原将／作曲：小椋佳） （発売日：1976年6月1日）                               | 小椋佳             | ニューミュージック |
| 9    | 揺れるまなざし （作詞・作曲：小椋佳） （発売日：1976年7月21日）                          | 小椋佳             | フォーク           |
| 10   | 落陽 （作詞：岡本おさみ／作曲：吉田拓郎） （発売日：1976年9月25日）                      | 山田パンダ         | ニューミュージック |
| 11   | 君と歩いた青春 （作詞・作曲：伊勢正三） （発売日：1976年11月25日）                       | 風                 | ニューミュージック |
| 12   | 雨の物語 （作詞・作曲：伊勢正三） （発売日：1977年3月25日）                              | イルカ             | フォーク           |
| 13   | 愛する人へ （作詞：岡本おさみ／作曲：南こうせつ） （発売日：1977年1月25日）              | 南こうせつ         | フォーク           |
| 14   | この空を飛べたら （作詞・作曲：中島みゆき） （発売日：1978年3月10日）                    | 加藤登紀子         | ニューミュージック |
| 15   | 思い出が手を振る （作詞：武田鉄矢／作曲：中牟田俊男・堀内孝雄） （発売日：1978年4月1日） | 海援隊             | ニューミュージック |
| 16   | 思えば遠くへ来たもんだ （作詞：武田鉄矢／作曲：山木康世） （発売日：1978年9月21日）      | 武田鉄矢（海援隊） | ニューミュージック |
| 17   | 生きてりゃいいさ （作詞・作曲：河島英五） （発売日：1979年4月1日）                       | 加藤登紀子         | ニューミュージック |
| 18   | 時の流れに （作詞：中村行延／作曲：堀内孝雄） （発売日：1979年）                         | 中村行延           | ニューミュージック |
| 19   | 贈る言葉 （作詞：武田鉄矢／作曲：千葉和臣） （発売日：1979年11月1日）                    | 海援隊             | ニューミュージック |

### DISC-5：ユニバーサルミュージック
| 曲順 | タイトル                                                                                               | アーティスト     | ジャンル           |
| ---- | --- | ---------------- | ------------------ |
| 1    | 出発の歌 -失なわれた時を求めて- （作詞：及川恒平／作曲：小室等） （発売日：1971年11月）                | 上條恒彦＆六文銭 | フォーク           |
| 2    | 雨が空から降れば （作詞：別役実／作曲：小室等） （発売日：1971年4月1日）                               | 小室等           | フォーク           |
| 3    | ケンとメリー〜愛と風のように〜 （作詞：山中光弘・高橋信之／作曲：高橋信之） （発売日：1972年11月25日） | BUZZ             | ニューミュージック |
| 4    | あなた （作詞・作曲：小坂明子） （発売日：1973年12月21日）                                             | 小坂明子         | ニューミュージック |
| 5    | 精霊流し （作詞・作曲：さだまさし） （発売日：1974年4月25日）                                          | グレープ         | フォーク           |
| 6    | 無縁坂 （作詞・作曲：さだまさし） （発売日：1975年11月25日）                                           | グレープ         | フォーク           |
| 7    | 酒と泪と男と女 （作詞・作曲：河島英五） （発売日：1976年6月25日）                                      | 河島英五         | ニューミュージック |
| 8    | 気分を変えて （作詞・作曲：山崎ハコ） （発売日：1975年10月1日）                                        | 山崎ハコ         | フォーク           |
| 9    | あゝ青春 （作詞：松本隆／作曲：吉田拓郎） （発売日：1975年5月10日）                                    | トランザム       | ニューミュージック |
| 10   | 明日に向って走れ （作詞・作曲：吉田拓郎） （発売日：1976年3月25日）                                    | 吉田拓郎         | ニューミュージック |
| 11   | 線香花火 （作詞・作曲：さだまさし） （発売日：1976年11月25日）                                         | さだまさし       | ニューミュージック |
| 12   | 案山子 （作詞・作曲：さだまさし） （発売日：1977年11月25日）                                           | さだまさし       | ニューミュージック |
| 13   | 旅立ち （作詞・作曲：松山千春） （発売日：1977年1月25日）                                              | 松山千春         | ニューミュージック |
| 14   | 青春 （作詞・作曲：松山千春） （発売日：1978年4月25日）                                                | 松山千春         | ニューミュージック |
| 15   | 季節の中で （作詞・作曲：松山千春） （発売日：1978年8月21日）                                          | 松山千春         | ニューミュージック |
| 16   | 君に捧げるラブ・ソング （作詞・作曲：岡林信康） （発売日：1980年4月21日）                              | 岡林信康         | フォーク           |
| 17   | ローレライ （作詞・作曲：H2O） （発売日：1980年6月21日）                                               | H2O              | ニューミュージック |
| 18   | Goodbye Day （作詞：来生えつこ／作曲：来生たかお） （発売日：1981年5月21日）                           | 来生たかお       | ニューミュージック |
| 19   | 夢の途中 （作詞：来生えつこ／作曲：来生たかお） （発売日：1981年11月10日）                             | 来生たかお       | ニューミュージック |

### DISC-6：ソニー・ミュージックダイレクト
| 曲順 | タイトル                                                                               | アーティスト                   | ジャンル           |
| ---- | -------------------------------------------------------------------------------------- | ------------------------------ | ------------------ |
| 1    | 翼をください （作詞：山上路夫／作曲：村井邦彦） （発売日：1971年2月5日）               | 赤い鳥                         | フォーク・ロック   |
| 2    | 学生街の喫茶店 （作詞：山上路夫／作曲：すぎやまこういち） （発売日：1972年6月20日）    | ガロ                           | ニューミュージック |
| 3    | 旅の宿 （作詞：岡本おさみ／作曲：吉田拓郎） （発売日：1972年7月1日）                   | よしだたくろう                 | ニューミュージック |
| 4    | 少女 （作詞・作曲：五輪真弓） （発売日：1972年10月21日）                               | 五輪真弓                       | ニューミュージック |
| 5    | おきざりにした悲しみは （作詞：岡本おさみ／作曲：吉田拓郎） （発売日：1972年12月21日） | よしだたくろう                 | ニューミュージック |
| 6    | 地下鉄にのって （作詞：岡本おさみ／作曲：吉田拓郎） （発売日：1972年11月21日）         | 猫                             | ニューミュージック |
| 7    | あの娘と遠くまで （作詞・作曲：岡林信康） （発売日：1973年11月21日）                   | 岡林信康                       | フォーク           |
| 8    | 岬めぐり （作詞：山上路夫／作曲：山本コウタロー） （発売日：1974年6月1日）             | 山本コウタロー＆ウィークエンド | ニューミュージック |
| 9    | 白い冬 （作詞：工藤忠幸／作曲：山木康世） （発売日：1974年9月21日）                    | ふきのとう                     | ニューミュージック |
| 10   | 卒業写真 （作詞・作曲：荒井由実） （発売日：1975年2月5日）                             | ハイ・ファイ・セット           | ニューミュージック |
| 11   | 『いちご白書』をもう一度 （作詞・作曲：荒井由実） （発売日：1975年8月1日）             | バンバン                       | ニューミュージック |
| 12   | 冷たい雨 （作詞・作曲：荒井由実） （発売日：1976年4月20日）                            | ハイ・ファイ・セット           | ニューミュージック |
| 13   | ソバカスのある少女 （作詞：松本隆／作曲：鈴木茂） （発売日：1977年4月21日）            | 南佳孝                         | ニューミュージック |
| 14   | 黄昏 （作詞・作曲：岸田智史） （発売日：1977年3月21日）                                | 岸田智史                       | ニューミュージック |
| 15   | さよならだけは言わないで （作詞・作曲：五輪真弓） （発売日：1978年3月21日）            | 五輪真弓                       | ニューミュージック |
| 16   | あの頃のまま （作詞・作曲：松任谷由実） （発売日：1979年7月）                          | ブレッド&バター                | ニューミュージック |
| 17   | 愛は風まかせ （作詞：ちあき哲也／作曲：五十嵐浩晃） （発売日：1980年5月21日）          | 五十嵐浩晃                     | ニューミュージック |
| 18   | 春雨 （作詞・作曲：村下孝蔵） （発売日：1981年1月21日）                                | 村下孝蔵                       | ニューミュージック |
| 19   | 夢の跡 （作詞・作曲：村下孝蔵） （発売日：1982年4月21日）                              | 村下孝蔵                       | ニューミュージック |